# 于盈
于盈（英語：Carol Yu，1983年1月18日—），中国主持人，出生于广东广州。毕业于哈佛大学和斯坦福大学，现为凤凰卫视主持人、制作人，凤凰卫视资讯台助理总编辑。

## 个人经历
于盈出生、成长于广州，父亲是前山西省长，广东省宣传部长于幼军，就读于广州培正小学和华南师大附属中学。于盈曾担任学校学生会的工作，创办校园杂志，任学校电视台台长，发表文章等。高二时，于盈赴美国求学深造，并进入美国斯坦福大学经济系攻读学士学位，之后又获得哈佛大学肯尼迪学院公共政策系硕士学位。大学时期，于盈是斯坦福大学中国学生学者联谊会副主席；与同学一起创办了斯坦福中美学生交流论坛（“FACES”），举办中美交流大型论坛；创办“Bursting the Bubble”，在校内举办政治、社会问题研讨会；参与帮助华裔新移民子女融入美国社会的公益组织等多项社会活动；研究生时，她任哈佛肯尼迪政府学院中国学生会主席，东亚学生会联席会长，与法学院、商学院共同举办的亚洲商务论坛联席会长等，举办了许多论坛、沙龙和文化交流活动。
毕业后，于盈曾在香港摩根士丹利投资银行部任职，也曾在北京世界银行和美国纽约联合国开发计划署工作，同时在香港曾任哈佛大学校友会董事，经常到各大学作演讲和与大学生交流，担任国内《南方都市报》、“财新网”和香港《大公报》专栏作者。
2006年，于盈作为电视新闻记者和主持加盟凤凰卫视，后来为集团创办全新的电台业务，任凤凰优悦广播(URadio)台长，是当时香港最年轻的台长，负责创办和运作在香港的几条电台频道。
2016年，于盈调任凤凰卫视资讯台助理总编辑，节目制作人、主持人。同时策划了一档高端商界访谈节目《领航者》，身兼制作人、主持人。

## 主要作品

### 访谈

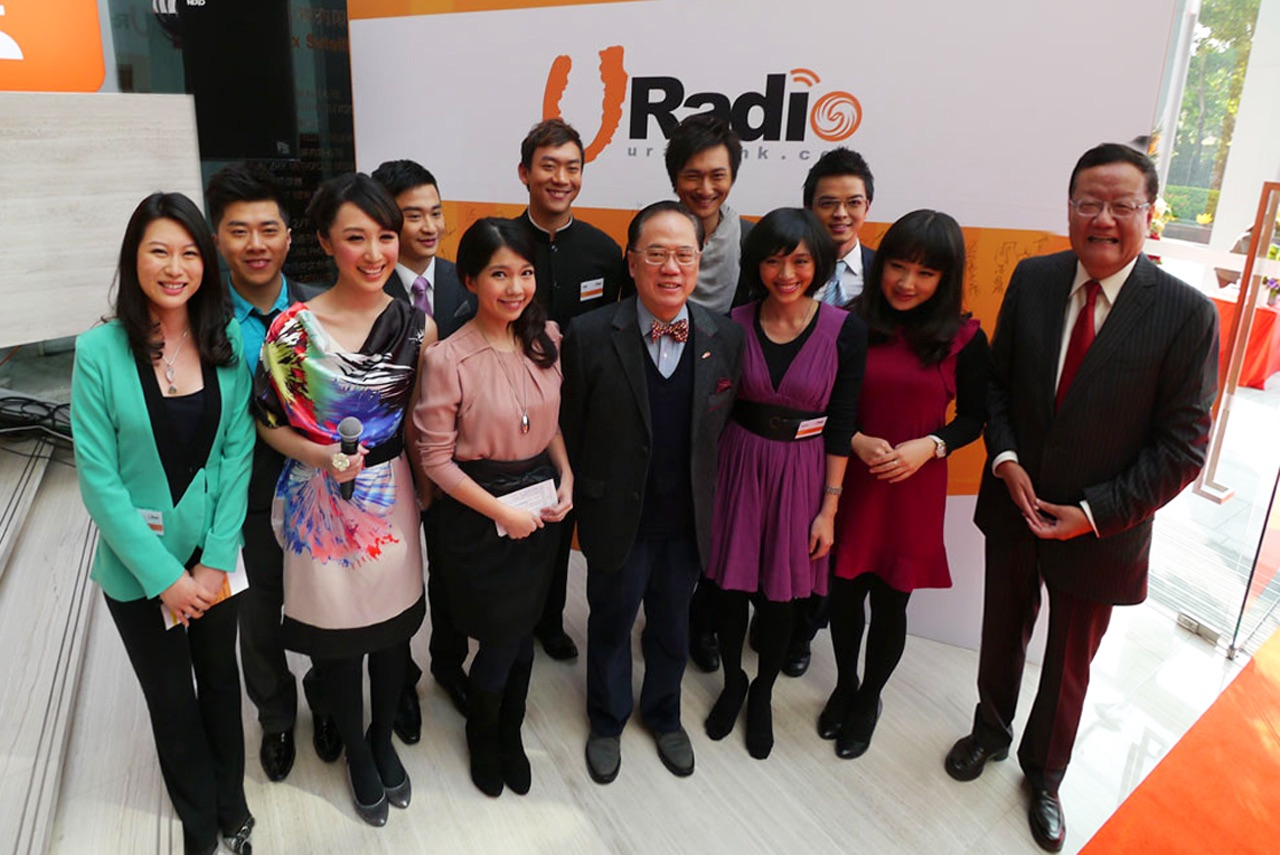
凤凰优悦广播Uradio

- 2013年8月，由于盈策划的“2013，十字路口，香港、台湾下一步”系列专访在优悦广播及凤凰视频播出，采访了包括曾钰成、范徐丽泰、叶刘淑仪、苏锦梁、高永文、江丙坤、连胜文、蒋孝严、谢长廷、吕秀莲等17位香港及台湾政要[5]。
- 2014年，于盈专访美国共和党年轻新星陈仁宜[6]，美国达拉斯联储主席Richard Fisher[7], 台湾台北市长郝龙斌，台湾台中市长胡志强[8]等政界嘉宾。
- 2014年5月，于盈策划了“她世代”系列专访[9]，分享12位当代杰出女性代表（郎平、洪晃、叶刘淑仪、陆恭蕙、张天爱、杨敏德、周嘉旺、陈文茜、陶晶莹、吴旻洁、沈春华、李艳秋）卓越背后的努力和故事。该系列在凤凰URadio、凤凰网、南方都市报和多个视频和手机平台播出。[10]
- 2015年1月，于盈独家专访了美国东亚研究学者、哈佛大学费正清东亚研究中心前主任傅高义，探讨对于中日关系的解读[11]。
- 2015年11月，第二届“读懂中国”国际会议在北京召开。40多位来自世界各国的前政要、战略家和企业界领袖探讨中国“十三五”规划发展战略和中国在全球治理中的角色与作用。于盈访问了包括陆克文、吴作栋、梁锦松、郑永年、弗朗西斯·福山、尼古拉斯·贝格鲁恩等知名政要及学者[12]。

### 节目嘉宾
除担任新闻记者、主持人和制片人外，于盈还曾在凤凰卫视“锵锵三人行”、“时事辩论会”等节目，江苏卫视和中国教育电视台打造的“职来职往”大型职场真人秀节目担任嘉宾。

### 专栏
于盈受邀在国内《南方都市报》、“财新网”和香港《大公报》担任专栏作者，对时下热点进行独到点评，对生活点滴抒发己见。主要文章收录在其“财新网”博客。